# بعد از زلزله
بعد از زلزله (به ژاپنی: 神の子どもたちはみな踊る) مجموعه‌ای از شش داستان به زبان ژاپنی نوشته هاروکی موراکامی است. موراکامی در این مجموعه داستان به تشریح خشونت پنهان در لایه‌های زیرین جامعهٔ مدرن ژاپن می‌پردازد. «وضعیت اقتصادی در اوج شکوفایی بود و مردم آنقدر پول داشتند که نمی‌دانستند با آنچه کار کنند. در همین حال بود که زلزله اتفاق افتاد. برای شخصیت‌های «بعد از زلزله»، زمین‌لرزه کوبه بازتاب گذشتهٔ فراموش‌شده‌ای است که پیش‌تر از این‌ها به خاکش سپرده بودند. ساتسوکی سی سال از عمر خود را با نفرت از یک مرد سپری کرده‌است: عاشقی که شانس او را برای بچه داشتن از بین برده. آیا حس انتقام‌جویی او باعث وقوع زلزله شده بود؟ پدر و مادر عجیب و غریب جان‌پِی، در کوبه زندگی می‌کنند. آیا او می‌تواند خود را به آن‌ها برساند؟ میاکه خانوادهٔ خود را در کوبه ترک کرده‌است تا در جایی فرسنگ‌ها دورتر، نیمه‌شب‌ها در کنار ساحل، آتش‌بازی راه بیندازد. سالایِ چهار ساله هر شب در کابوس‌های خود مردِ زلزله را می‌بیند که می‌خواهد او را در جعبه‌ای کوچک محبوس کند. کاتاگیری وقتی به خانه برمی‌گردد، در آپارتمان خود با ابَر قورباغه‌ای روبرو می‌شود که مأموریت دارد توکیو را از شرّ کِرم بزرگی که زمین را سوراخ‌سوراخ می‌کند، نجات دهد. ابَرقورباغه می‌گوید: «وقتی آن کِرم عصبانی می‌شود، زلزله‌ای اتفاق می‌افتد؛ و الآن او خیلی‌خیلی عصبانی است.»
یکی از ویژگی‌های اصلی این مجموعه داستان این است که یک سری نکات و رمز، این داستان‌ها را به هم پیوند می‌دهد. در واقع برخی منتقدان آمریکایی براین باورند که بعد زلزله مجموعه داستان نیست، بلکه یک رمان است.

## ترجمه‌ها
اين مجموعه داستان نخستين بار در سال ۱۳۹۱ از روی نسخه انگلیسی توسط رضا دادویی به فارسي برگردانده شد و بعدها نیز به‌دست علی حاجی‌قاسم و بهرنگ رجبي ترجمه شده‌ است.